# 久賀三夏
久賀 三夏（こが の みなつ）は、平安時代初期の貴族。氏は興我とも記される。桓武天皇の孫。三品・明日香親王の子。官位は正五位下・信濃守。

## 経歴
弘仁9年（818年）3人の兄弟と共に、久賀（興我）朝臣姓を与えられて臣籍降下する。これは桓武天皇裔の二世王に対する初めての賜姓で、天長2年（825年）の葛原親王の子息（平高棟ら）に対する平朝臣姓の賜姓より7年早い。
承和5年（838年）無位から従五位下に直叙され、承和7年（840年）雅楽頭に任ぜられる。その後、仁明朝では丹後守・左馬頭を歴任し、承和12年（845年）従五位上に叙せられている。
文徳朝の嘉祥4年（851年）正五位下に叙せられ、翌仁寿2年（852年）信濃守に任ぜられた。

## 官歴
『六国史』による。
- 弘仁9年（818年） 8月22日：臣籍降下（久賀（興我）朝臣姓）
- 承和5年（838年） 正月7日：従五位下（直叙）
- 承和7年（840年） 2月5日：雅楽頭
- 承和9年（842年） 8月11日：丹後守
- 承和12年（845年） 正月7日：従五位上
- 承和13年（846年） 7月27日：左馬頭
- 嘉祥4年（851年） 4月1日：出居侍従。11月26日：正五位下
- 仁寿2年（852年） 正月15日：信濃守